# بنیات شمالیه
البنیات الشمالیة (به عربی: البنیات الشمالیة) یک منطقهٔ مسکونی در اردن است که در استان عمان واقع شده‌است.